# Centaure (fusée)
Pour les articles homonymes, voir Centaure (homonymie).
Centaure est une fusée-sonde à propergol solide comportant deux étages développée par la société Sud-Aviation qui a été tirée à 99 exemplaires entre 1961 et 1974 pour le compte de l'agence spatiale française, le CNES. Elle pouvait lancer une charge utile d'une masse comprise entre 30 et 60 kilogrammes à une altitude comprise respectivement entre 130 et 200 kilomètres.

## Historique
La fusées-sondes Centaure fait partie d'une famille d'engins de première génération développée au début des années 1960 par le constructeur Sud-Aviation depuis son établissement de Cannes, sur la base de spécifications du CNET. Cette famille comprend également les fusées-sondes Bélier (moins puissante) et Dragon (plus puissante). Centaure est développée à partir d'étages à propergol solide existants, elle comprend deux étages. Sud-Aviation a développé une deuxième génération de ce modèle destinée à être construite sous licence à l'étranger et qui est baptisée Centaure II. Cette version est construite en Inde et au Pakistan (premiers lancements en 1969). Elle est également construite en France pour répondre aux besoins de l'agence spatiale européenne ESRO (37 Centaure IIB/IIC et 6 Centaure IIB). Enfin 6 fusées de cette génération sont lancées pour la Suède et la Belgique. 60 fusées Centaure sont lancées depuis le site de Hammaguir du CIEES (Algérie), et 14 depuis l'île du Levant pour le compte de la Marine nationale française.

## Caractéristiques techniques
La fusée-sonde Centaure, non guidée et stabilisée par rotation, comporte deux étages : un premier étage utilisant un bloc Venus brûlant du plastolite et un deuxième étage Jéricho IV utilisant de l'épictète. Sa hauteur est de 9,92 m avec un diamètre du corps du premier étage est de 28 cm et du second étage de 30,5 cm. La masse totale est de 490 kg (charge utile incluse). La  charge utile a une masse comprise entre 30 et 60 kg qui peut être lancée à une altitude comprise respectivement entre 130 et 200 kilomètres.
| Caractéristiques            | Bélier              | Centaure              | Dragon                | Bélier III          | Dragon III           | Dauphin             | Éridan              |
| --------------------------- | ------------------- | --------------------- | --------------------- | ------------------- | -------------------- | ------------------- | ------------------- |
| Génération                  | Première génération | Première génération   | Première génération   | Deuxième génération | Deuxième génération  | Deuxième génération | Deuxième génération |
| Nombre lancements           | 16                  | 99                    | 30                    | 3                   | 7                    | 6                   | 15                  |
| Dates lancement             | 1961-1970           | 1961-1974             | 1962-1972             | 1968-1969           | 1968-1973            | 1967-1979           | 1968-1979           |
| Performances                |                     |                       |                       |                     |                      |                     |                     |
| Masse charge utile          | 32 kg               | 30 à 60 kg            | 60 kg                 | 30 à 60 kg          | 60 kg                | 130 à 250 kg        | 130 à 250 kg        |
| Altitude maximale           | 80 km               | 130 à 200 km          | 475 km                | 30 à 60 km          | 560 km               | 100 à 150 km        | 220 à 425 km        |
| Caractéristiques techniques |                     |                       |                       |                     |                      |                     |                     |
| Masse totale                | 315 kg              | 490 kg                | 1 190 kg              | 352 kg              | 1 288 kg             | 1 132 kg            | 2 127 kg            |
| Diamètre (étage supérieur)  | 30,5 cm             | 30,5 cm               | 30,5 cm               | 30,5 cm             | 30,5 cm              | 56 cm               | 56 cm               |
| Longueur                    | 5,9 m               | 7,08 m                | 8,16 m                | 5,9 m               | 8,16 m               | 6,21 m              | 9,92 m              |
| Étages                      | 1                   | 2                     | 2                     | 1                   | 2                    | 1                   | 2                   |
| Propergol                   | épictète            | plastolite + épictète | plastolane + épictète | isolane             | plastolane + isolane | plastolane          | plastolane          |
| Poussée au décollage        | 20 kN               | 42 kN                 | 90 kN                 | 21,5 kN             | 42 kN                | 90 kN               | 90 kN               |
| Durée combustion            | 21 s.               | 27 s.                 | 37 s.                 | 23,4 s.             | 27,7 s.              | 16 s.               | 32 s.               |

## Tirs effectués
Le CNES a lancé sous sa responsabilité 104 Centaures (dont 17 échecs) :
- 6 en Argentine, entre le 27 novembre 1962 et le 30 mai 1963 ;
- 59 en Algérie à Hammaguir, entre le 24 mai 1961 et le 28 mars 1967 ;
- 10 en Algérie à Reggane, entre le 6 décembre 1961 et le 24 juin 1965 ;
- 16 en France métropolitaine sur l'Ile du levant, entre le 18 mai 1962 et le 10 juillet 1969 ;
- 2 en Algérie à Colomb-Béchar, entre le 18 novembre 1965 et le 19 novembre 1965 ;
- 4 en Espagne à El Arenosillo, entre le 26 avril 1971 et le 27 mai 1971 ;
- 7 en Guyane français à Kourou, entre le 19 septembre 1971 et le 13 septembre 1974.

## Source
- CNES, Institut français d'Histoire de l'Espace, Association Amicale des anciens du CNES, Les débuts de la recherche spatiale française : au temps des fusées sondes, Paris, Editions Edite, 2007, 398 p. (ISBN 978-2-84608-215-0)